# Andry Rajoelina

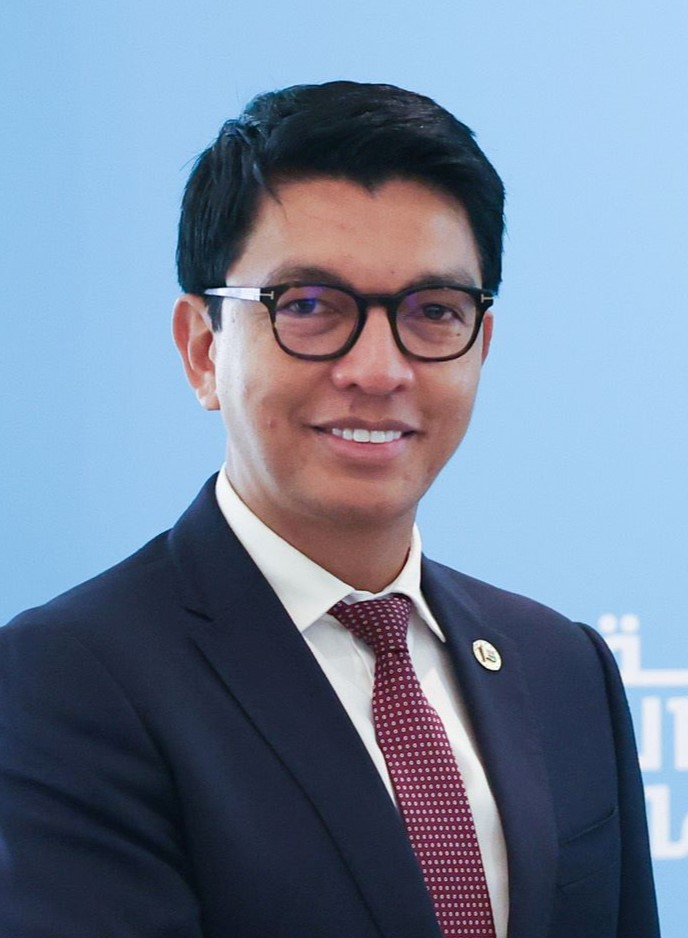
Andry Rajoelina (2024)

Andry Nirina Rajoelina [ˈaɳɖʳi ˈnirinə radzuˈelinə] (* 30. Mai 1974) ist ein madagassischer Politiker. Er ist seit dem 19. Januar 2019 Präsident von Madagaskar.
Er war seit der militärischen Entmachtung von Marc Ravalomanana am 17. März 2009 selbstproklamiertes Oberhaupt der Übergangsregierung Madagaskars. Nach einer Verfassungsänderung im November 2010 kündigte Rajoelina an, bis zu freien Präsidentschaftswahlen im Amt zu bleiben. Die zunächst für Frühjahr 2011 geplanten Wahlen wurden mehrfach verschoben; der erste Wahlgang fand am 25. Oktober 2013 statt, die Stichwahl der beiden am besten platzierten Kandidaten am 20. Dezember 2013. Von Dezember 2007 bis Februar 2009 war Rajoelina Bürgermeister der Hauptstadt Antananarivo und bis März 2009 der wichtigste Oppositionsführer im Lande. Mit der Amtseinführung seines Nachfolgers Hery Rajaonarimampianina am 25. Januar 2014 endete die Amtszeit des Übergangspräsidenten.

## Karriere
Andry Rajoelina stammt aus einer relativ wohlhabenden Familie, die der Merina-Ethnie angehört. Als Sohn eines Colonels der madagassischen Armee begann er eine Karriere als DJ und Veranstalter. 1999 gründete er Injet, die erste madagassische Werbeagentur. Rajoelina ist der Besitzer des Fernseh- und Radiosenders VIVA. Am 12. Dezember 2007 wurde er als unabhängiger Kandidat mit 63,3 % der Stimmen zum Bürgermeister von Antananarivo gewählt. Rajoelina, der in Anspielung auf sein rasantes Auftreten den Spitznamen „TGV“ trug, benutzte diese Initialen daraufhin für seine eigene politische Bewegung Tanora malaGasy Vonona („Junge entschlossene Madagassen“).
In den folgenden Monaten entwickelte sich Rajoelina zu einem engagierten Kritiker des Regierungskurses von Staatspräsident Marc Ravalomanana. Dieser verfügte am 13. Dezember 2008 die Schließung von Rajoelinas Fernsehsender Viva, nachdem dort ein Interview mit dem ehemaligen Präsidenten von Madagaskar, Didier Ratsiraka, gezeigt worden war. Die Schließung des Senders führte zu massiven Protesten vonseiten der Anhänger Rajoelinas.

## Aufstand gegen Ravalomanana
Am 31. Januar 2009 erklärte sich Andry Rajoelina während einer Kundgebung dann zum neuen Machthaber Madagaskars, zum Vorsitzenden der „Obersten Behörde für den Übergang“. Er warf Präsident Ravalomanana Korruption und Machtmissbrauch vor. Am 3. Februar 2009 wurde Rajoelina von der Regierung als Bürgermeister abgesetzt und durch den Sonderverwalter Guy Randrianarisoa ersetzt.
Nach seinem missglückten Putschversuch flüchtete Rajoelina am 6. März 2009 in die französische Botschaft in Antananarivo. Teile des Militärs unterstützten ihn weiterhin und drohten Staatspräsident Ravalomanana ihrerseits mit einem Putsch. Zwischen Januar und März 2009 kamen während des Konflikts zwischen Rajoelina und Ravalomanana mehr als 140 Menschen ums Leben.

## Präsidentschaft
Nachdem sich die Sicherheitskräfte Madagaskars geschlossen hinter Rajoelina gestellt hatten, erklärte sich dieser nun öffentlich zum neuen Präsidenten des Landes und setzte eine Übergangsregierung ein. Am 16. März 2009 besetzten Soldaten den Amtssitz des Staatspräsidenten. Einen Tag später gab Ravalomanana schließlich auf und übergab die Amtsgeschäfte an den ranghöchsten Militärführer des Landes, Vizeadmiral Appolite Ramaroson Rarison. Das Militär verzichtete jedoch und übergab die Staatsmacht an Rajoelina. Obwohl die Verfassung Madagaskars für den Staatspräsidenten ein Mindestalter von 40 Jahren vorsieht, wurde Andry Rajoelina vom Obersten Verfassungsgericht als neuer Präsident bestätigt. Rajoelina kündigte an, innerhalb von zwei Jahren freie Wahlen abzuhalten.
Rajoelinas Machtübernahme wurde international kritisiert. Die Entwicklungsgemeinschaft des südlichen Afrika missbilligte den Verlauf der Ereignisse. Für die Afrikanische Union kam die Entmachtung Ravalomananas einem Staatsstreich gleich, weshalb sie umgehend Madagaskars Mitgliedschaft aussetzte. Andere Staaten, darunter Deutschland und die USA, kündigten an, ihre Entwicklungszusammenarbeit zu beenden. Internationale Beobachter vermuteten, dass der frühere Diktator Didier Ratsiraka Rajoelinas Karriere maßgeblich gefördert hat.
Am 17. November 2010 wurde in einem Verfassungsreferendum das Mindestalter für den madagassischen Staatspräsidenten auf 35 Jahre abgesenkt. Die Abstimmung wurde von der Opposition boykottiert; bei einer Wahlbeteiligung von 53 % stimmten knapp 74 % der Wähler der Verfassungsänderung zu. Mehrere afrikanische Staaten weigerten sich, das Referendum anzuerkennen. Während des Referendums unternahmen mehrere Offiziere einen erfolglosen Putschversuch gegen Rajoelinas Übergangsregierung.
Obwohl die neue Verfassung Rajoelina nun eine Kandidatur bei freien Präsidentschaftswahlen ermöglicht, erklärte dieser mehrfach, nicht antreten zu wollen. Präsidentschafts- und Parlamentswahlen wurden ursprünglich für das Frühjahr 2011 angesetzt, dann aber mehrmals verschoben. Am 17. September 2011 einigten sich die politischen Parteien für die Abhaltung der Präsidentschaftswahlen schließlich auf einen Termin im März 2012; auch dieser Termin wurde mehrfach verschoben, zuletzt auf den 25. Oktober 2013. Dem vormaligen Präsidenten Ravalomanana wurde die Rückkehr nach Madagaskar und die Teilnahme an den Wahlen ermöglicht. Das Abkommen sah auch vor, dass Rajoelina bis zu den Wahlen Übergangspräsident bleibt. Am 18. Januar 2013 erklärte Rajoelina, dass er, nachdem auch Rivale und Vorgänger Marc Ravalomanana auf eine Kandidatur verzichtet hatte, nicht bei der nächsten Präsidentschaftswahl kandidieren werde.
Die Präsidentschaftswahl zum Jahresende 2018 gewann er in einer Stichwahl gegen Marc Ravalomanana bei einer Wahlbeteiligung von knapp über 48 % mit 55,7 % der Stimmen. Am 19. Januar 2019 wurde Rajoelina in Antananarivo vor Zehntausenden Menschen im Stade Municipal de Mahamasina in das Amt des Staatspräsidenten eingeführt.
Während der COVID-19-Pandemie machte Rajoelina Schlagzeilen, als er im April 2020 öffentlich einen Kräutertee aus verschiedenen madegassischen Heilkräutern als Heilmittel bei Coronavirus-Infektion anpries. Das Getränk war durch das Madagassische Institut für Angewandte Forschung (Institut Malgache de Recherches Appliquées) entwickelt worden, wurde unter der Bezeichnung Covid-Organics vertrieben und enthielt als Hauptinhaltsstoff Artemisinin. Wissenschaftler sprachen sich gegen die breite Anwendung aus, soweit noch keine ausführlichen klinischen Tests erfolgt seien. Dessen ungeachtet ließen die Staatschefs verschiedener afrikanischer Staaten (John Magufuli, Tansania; Idriss Déby, Tschad; Felix Tshisekedi, Demokratische Republik Kongo; Denis Sassou-Nguesso, Republik Kongo) ganze Flugzeugladungen der Medizin aus Madagaskar einfliegen.
Im Juni 2023 führte die Offenlegung der französischen Staatsangehörigkeit zur Einleitung einer parlamentarischen Untersuchung, gefolgt von der Befragung des Obersten Verfassungsgerichts durch eine Gruppe von Bürgern der madagassischen Diaspora in Frankreich. Das Verfassungsgericht erklärte allerdings die Einwände gegen eine Kandidatur Rajoelinas für die im Herbst 2023 angesetzte Präsidentschaftswahl für „unzulässig und verjährt“. Der Entscheid löste Proteste der Opposition aus, die zur Verschiebung der Wahl um eine Woche auf den 16. November 2023 führte. Die meisten Gegenkandidaten erklärten, die Wahl zu boykottieren, woraufhin Rajoelina bereits im ersten Wahlgang mit 58,95 Prozent der Stimmen im Amt bestätigt wurde. Gemäß der Verfassung Madagaskar musste Rajoelina seinen Rücktritt als Staatspräsident erklären, bevor er in den Wahlkampf treten konnte, vom 4. Juni bis zum Beginn von Rajoelinas zweiter Amtszeit wurde das Amt interimistisch von einem Ministerrat beziehungsweise dem Präsidenten des Senats ausgeübt.
Anfang Dezember 2023 bestätigt der Oberste Gerichtshof von Madagaskar die Wahl von Rajoelina zum Präsidenten, nachdem er mehrere Anfechtungen der vorläufigen Ergebnisse zurückgewiesen hatte.